# Notoreas aethlopa
Notoreas aethlopa là một loài bướm đêm trong họ Geometridae.